# Ceratocaryum argenteum
Ceratocaryum argenteum — вид однодольных трав из семейства Рестиевые (Restionaceae). Эндемик Капской провинции (заповедник Де Хооп, De Hoop Nature Reserve; Южно-Африканская Республика). Пример крайне редко встречающейся мимикрии среди растений в целях распространения семян.

## Описание
Многолетнее травянистое растение, для которого характерны прутьевидные стебли. Корневища ползучие, длинные. Высота стеблей обычно до 1 м. Семя представляет собой орехообразный плод с одним семенем.

## Мимикрия семян
Семена Ceratocaryum argenteum достигают в длину около 1 см, имеют круглую форму и коричневую окраску. Они выглядят и пахнут в точности как навоз антилопы канны и антилопы бонтбока, выделяя множество летучих химических соединений, характерных для экскрементов травоядных животных. Ceratocaryum argenteum способен вырабатывать в 300 раз больше летучих химических соединений, чем другие растения из семейства Рестиевые. Химическое сходство никоим образом не связано с тем, что антилопы бонтбоки питаются данным видом: оно сформировалось в ходе эволюции Ceratocaryum argenteum, направленной на привлечение жуков-навозников. Благодаря этой мимикрии растение Ceratocaryum argenteum «обманывает» жуков-навозников вида Epirinus flagellatus, которые принимают семена за навоз, катят их на большие расстояния и закапывают в землю, способствуя, таким образом, распространению семян.